# Les Forques (Vallclara)
Les Forques és una muntanya de 657 metres que es troba al municipi de Vallclara, a la comarca de la Conca de Barberà.